# Riodeva
Riodeva település Spanyolországban, Teruel tartományban. Lakosainak száma 121 fő (2024).

## Fekvése
Riodeva Ademuz, Libros, Villel, Cascante del Río, Camarena de la Sierra és Puebla de San Miguel községekkel határos.

## Népesség
A település népessége az utóbbi években az alábbiak szerint változott:
| Lakosok száma | 211  | 191  | 186  | 199  | 173  | 165  | 149  | 142  | 136  | 121  |
|               | 2001 | 2004 | 2007 | 2009 | 2012 | 2014 | 2017 | 2019 | 2022 | 2024 |